# Guido Rasi
Guido Rasi (* 9. Januar 1954 in Padua) ist ein italienischer Arzt und ehemaliger Leiter der Europäischen Arzneimittel-Agentur.

## Leben
Rasi studierte an der Universität La Sapienza Medizin. Von 1978 bis 1990 arbeitete er im Krankenhaus und in der Arztpraxis. Anschließend arbeitete er am Institut für experimentelle Medizin des italienischen Forschungsrates. Ab 2005 war er dort Forschungsleiter. 2008 wurde zum Professor für Mikrobiologie an der Universität Tor Vergata und zum Leiter der italienischen Arzneimittelagentur ernannt. Zuvor war er seit 2004 Mitglied der Geschäftsleitung. Von 2011 bis 2014 sowie von 2015 bis 2020 leitete er die Europäische Arzneimittel-Agentur. Von 2014 bis 2015 ruhte die Amtsführung durch Rasi aufgrund eines vermeintlichen Formfehlers bei der Vorauswahl für das Amt. Das EUGöD hatte mit der Besetzung des Vorauswahlausschusses der Europäischen Kommission mit Mitgliedern des EMA-Verwaltungsrats einen Interessenkonflikt festgestellt. Hingegen urteilte 2017 das Gericht der Europäischen Union, dass es keine Unregelmäßigkeiten in Rasis Ernennungsverfahren gegeben habe. Während seiner Amtszeit wurde der Sitz der Europäischen Arzneimittelagentur von London nach Amsterdam verlegt.
Rasi ist verheiratet und hat zwei Kinder.